# Вісті про дворян російських
«Вісті про дворян російських» (рос. Известия о дворянах российских) — повна назва історико-генеалогічного праці: «Вісті про дворян російських; про їхнє давнє походження; про старовинні чини та які їх були посади при государях, царях та великих князях; про вибір доказів дворянство; про родовід книгу; про володіння сіл; про службу предків та власну; та про дипломи. Складене колезьким радником Ф. І. Міллером».

## Історія створення
Архівні документи дозволяють відновити історію написання джерелознавчої праці майже по днях. У Збірнику указів Катерини II генерал-прокурору Сенату, князю Оександру Вяземському є власноручна записка імператриці з трьома питаннями, відповіді на які й увійшли до розділів книги:
1. Чи немає в Рязрядному архіві, які є узаконення щодо дворянства?
2. Які бували дворянські служби?
3. Які нині є і вибрати можна з Розрядного архіву докази на дворянство ?

Імператриця наказувала: «Онисиму Князєву наказати, щоб він подивився, чи є хто здатний при Розрядному архіві, щоб зробити міг окремі виписи і чи не може Г. Ф. Міллер у цьому допомогу зробити». На звороті примітки: «Отримано 25 лютого 1776». Доручаючи Князєву і Міллеру відповісти питання імператриці, Олександр Вяземський одночасно просив начальника 6 департаменту Сенату, князя П. Волконського, у віданні якого перебував Розрядний архів, надавати всіляке сприяння.
Наступного дня О. Вяземський пише Г. Міллеру, передаючи питання імператриці та просить зібрати вісті « з наявних у вашому розпорядженні Архіви Колегії закордонних справ і все це порядно виписавши, негайно сюди доставити». Г. Міллер відповідав листом від 03 березня 1776, що лист, надісланий 26 лютого, він отримав 29 лютого і обіцяє зібрати необхідні довідки за два тижні. Рівно через два тижні Г. Міллер відсилає О. Вяземському частину Звістки про дворян російських, супроводжуючи її листом, в якому пише: «досягши успіху в описі древнього дворянства …. маю я честь повідомити Вашому сіятельству, що вже готове». Потім, 04 квітня, Міллер відсилає другу частину своєї праці. Нарешті, 18 квітня, відзначаючи на порожній сторінці друкованого Місяцеслова свої поштові відправлення, Міллер записав німецькою мовою: «Князю Вяземському закінчення твору про дворянство». Таким чином, час написання книги датується дуже точно: між 29 лютого та 18 квітня 1776 року. У портфелях Міллера в РДАДА зберігається написана російською власноручна чернетка Міллера з численними послідами та виправленнями. Тут же й чистовий список із авторською правкою на полях. Зіставлення цієї редагування з текстом книги, відправленого О. Вяземському показує, що значна її частина пізнішого походження. Ці редагування не потрапили в опублікований пізніше текст книги.
Зібрані матеріали Князєвим і Міллером з історії дворянства, були дійсно піднесені Катерині II, бо 30 березня імператриця веліла канцлеру О. Безбородькуо зробити Алфавітний реєстр прізвищ, що значаться в записці Князєва з оголошенням, звідки кожен рід походить. Передаючи цей наказ О. Вяземському, О. Безбородько повідомляв, що «її імператорська величність зволила наказувати мені оголосити вашому сіятельству, що подібні вісті можна знайти і тут по герольдії». Після отримання записки О. Безбородка, О. Вяземський пише листа Князєву, в якому просить його «якнайшвидше скласти алфавітний реєстр». Одночасно подібна вказівка відправляється М. Щербатову, який очолював тоді Герольдмейстерську контору. Під запискою Князєва мав на увазі документ озаглавлений: «Записка про кількість родоводів і від кого дані роди показані». Цей документ цікавий своїми відомостями про кількість родоводів, поданих до Рязряда після скасування місництва 1682 року: «Всіх родоводів подано 507. Всіх родоводів показано, що походять від тих родів інших фамілій, але від самих не подано, і ніякого про спорідненість доказів не було — 315. Разом: 822», що трохи менше списку наведеного в книзі. Серед паперів Князєва, відправлених ним Вяземському, алфавітного реєстру немає, проте не викликає сумнівів, що він був складений, оскільки листом від 21 квітня 1776 року, генерал-прокурор дякував за надсилання алфавітного списку дворянських прізвищ і того ж дня писав М. Щербатову: «….Князєв, доставляючи алфавітний список дворянських прізвищ, доносить, що родовід книга , колишня до указу 1682 року, взято сюди герольдію, де також перебувають і інші необхідні папери, що стосуються до….дворянського розбору». Є всі підстави припускати, що «Розпис, написаний алфавітним порядком, тим прізвищам, від яких родоводи розписані в Розряд подані, зі свідченням, звідки ті роду походять», опублікована М. Новтковим в 1787 році, в додатку до Бархатної книги і скорочений її варіант надрукований І. Рахманіновим у книзі Міллера «Известия дворян російських» — складена О. Князєвим.
Зібрані матеріали, які пізніше увійшли в монографію, є збіркою копій і виписок з документальних джерел з історії російського дворянства XVI — XVIII століть. Наявність у цих матеріалах витягів із втрачених нині документів, надають збірнику характеру самостійного джерела. Джерелознавчий аналіз матеріалів, що увійшли до книги, проведених у сучасний час, дає можливість визначити види документів, якими користувалися історики та архівісти XVIII століття. Більшість документів, надісланих Вяземському, становили копії різних документів Розрядного архіву. За ними можна судити про коло джерел, якими користувалися Князєв та Міллер. Копіям надіслано передмову, у якій зазначається відсутність документів з історії дворянства внаслідок пожежі 1626 року. Копії мають зміст, вони систематизовані за тематичними розділами, забезпечені примітками та коментарями. Серед використаних документів є десятки по місту Каширі 1570—1571 рр., Розрядні книги, боярський список 1611 року, записні книги Московського столу Розрядного наказу, боярська книга 1627 року, переглянуті списки, стовпці Білгородського столу, Розрядного наказу та багато. Крім документів є і авторські матеріали: список палацових чинів, складений за Боярською книгою 1573 року і докладний «план до складання виписок із законів про дворянство», що складається з 3 розділів та 68 пунктів. До останнього є приписка Князєва: «Все це буде потрібно, то можна взяти з Комісії покладеної, в якій, безсумнівно, є достатня інформація».
Слід зазначити, що у Розрядному архіві велися інтенсивні роботи з копіюванню документів з історії дворянства та державних установ Московської Русі, службовцями самого архіву. Саме в 1776—1777 роках ними були зняті копії, що зберігалися в Сенаті та Держархіві, разом з матеріалами Князєва і Міллера і якими користуються сучасні історики. У цей час, використовуючи зібрані матеріали, в Розрядному архіві було складено й ряд документів довідкового характеру, серед яких «Коротка відомість…в колишніх приказах», що є однією з перших у російській історіографії спроб звести воєдино архівні відомості про російські прикази. Таким чином, заняття генеалогією та історією російського дворянства стали складовою великої роботи, яка велася істориками та архівістами того часу за завданням імператриці та уряду і згодом увійшли до книги. Причому участь Князєва і Міллера у створенні цих питань не обмежилася лише відповідями питання імператриці в 1776 року. У пошуках та обробці матеріалів Міллеру допомагали його учні «архівні юнаки», у майбутньому відомі історики М. Бантиш-Каменський та О. Малиновський, у працях яких відбилися отримані знання. Можливо, що вони брали участь у виданні книги свого вчителя. Цінність Вісті про дворян російських збільшує ту обставину, що багато документів, які цитує або на які посилається Міллер, загинули під час московської пожежі 1812 року і це надає праці унікального характеру.
Сама книга побачила світ через сім років після смерті автора і надрукована в приватній петербурзькій друкарні ротмістра лейб-гвардії Кінного полку І. Рахманінова, який зайнявся видавничою діяльністю у 1784 році і серед виданих ним книг твір Міллера був, мабуть, єдиним не перевиданим. Спочатку книга вийшла без вказівки автора та видавця на титульному аркуші. Пізніше, в 1790 році, з'явився другий варіант книги з іменами Г. Міллера та І. Рахманінова та посвятою видання Катерині II. У Зведеному каталозі російської книги громадянської печатки XVIII століття, стверджувалося, що ці зміни були внесені після піднесення книги імператриці, але в 1793 Г. Державін в листі до дружини просив купити екземпляр книги Міллера, так як вона «для її величності потрібна». Самому Державін книга була подарована І. Рахманіновим. Останній був близько знайомий з багатьма видними діячами російської культури XVIII століття, зокрема і з М. Новіковим. Саме від Новікова, на думку І. Полонської, Рахманінов отримав рукопис книги Міллера. Але роль Новікова цим не обмежилася. На титульному аркуші книги значиться, що видавцем було доповнено твору Міллера з приєднанням деяких статей. Мався на увазі низка документів, раніше опублікованих Новіковим у «Давній Російській вівліофіці» та у додатку до Оксамитової книги. Причому, порівняно з цими публікаціями, деякі документи були надруковані у виданні Рахманінова у скороченій, а деякі навпаки, у повнішій редакції. Таким чином, є всі підстави стверджувати, що фактичним видавцем Вісті про дворян російських був видавець Н. Новіков. Цим пояснюється і вихід першого видання книги без вказівки автора і видавця, у зв'язку з невизначеністю авторства з написання та видання книги і в той час в опалі О. Князєва.
Вістям про дворян російських судилося залишити глибокий слід в історіографії. Це був не просто перша праця про російське дворянство, а й перша праця з історії одного стану. Сама поява подібної проблематики в російській історіографії XVIII століття була явищем новим і прогресивним, а високий науковий рівень поставив книгу до ряду визначних пам'яток історичної думки. Нею користувалися всі, хто звертався згодом до цієї проблематики, а наприкінці XIX століття П. Мілюков дивувався, як взагалі подібний твір міг з'явитися у XVIII столітті.

## Зміст
На титульному аркуші посвята Катерині II від видавця Івана Рахманінова.
Зміст книги із зазначенням 494 сторінок за тематиками.
Перший розділ книги (стор. 1-29) у відповідь питання: Які є узаконення на дворянство? Хоча Міллер все свідоме життя прожив у Росії, йому, європейцю, було дивно те, що у допетровські часи законів про дворянство не було: «замість узаконень служили давні звичаї, які так само сильно, як закони, діяли», так і те, що петровська реформа «з великим по всій Росії єдиномислієм учинилася без особливого на те указу». На чолі з посиланням на історичні документи описується: виникнення дворянства, поміщиків, володіння ними власності, відомості про вільність селян і подальше їх закабалення, про мита, що стягуються, роль і місце князівських родів, роль Петра I у становленні дворянства.
Друга, основна частина книги (стор. 29-296) складає відповідь на запитання: Які бували дворянські служби та які нині є? У цій частині окремо по кожній категорії чинів наводяться історичні відомості: про дітей боярських, жильців, дворян, стряпчих, стольників, думних дворян, окольничих, боярах, дворецькиху, конюших, кравчих, оружничих, скарбників, постільничих, ясельничих, ловчих, сокльничих, думних дяках, шатерничих, істопничих, стрілецьких начальників з описом служб та обов'язків, наводиться маса прізвищ служивих родів та їх представників з посадами, вказується обсяг фінансової та земельної оплати. Наводяться документи допитів стрільців (стор. 282—296), які готували вбивство царя Петра I Олексійовича 1697 року і задумали інші зради.
Третя частина книги (стор. 296—371) присвячена відповіді: про докази дворянства? У ньому докладніше описуються відомості, за якими критеріями давалося дворянство: родовідна книга, володіння селами, служба предків та власна служба, дипломи. Особливий інтерес викликають історичні дані про Соборне діяння зі скасування місництва (стор. 319—371), де описується мотиви скасування місництва, дані про те царські укази, як це практично відбувалося, поіменний список 173 осіб підписали грамоту про скасування місництва із зазначенням чинів.
До книги включено розділ відомостей (стор. 371—494), зібраних А. Т. Князєвим і редаговані Н. Новіковим: «Скорочений розпис тим фаміліям, від яких родоводи розряду в Розряд подано, зі свідченням: звідки ті пологи походять або виїхали, або про які звістки немає». У цій частині вказані родоначальники, утворення прізвищ від назв і під якими номерами перебувають у розрядному архіві, перелік родів що від єдиного родоначальника з кожної фамілії. Цінність даного документа полягає в тому, що в ньому наведені відомості про роди, що не увійшли до Оксамитової книги, і ранні гербовники, які не подали відомостей про включення до ЗГДР і вважалися згаслими, про близькі роди, яких немає в інших джерелах. Цей список використав М. Яблучків у своїй роботі: Дворянський стан Тульської губернії.
У переліку в алфавітному порядку занесено 828 родів та їх виїзди з країн:

### Княжі роди
- Рюриковичі — 144 Князі: Карачевські, Ростовські, Рязанські, Смоленські, Стародубські, Тарусські, Чернігівські, Ярославські (Алабишеві, Аленкіни, Андомські, Барашеви, Бахтеярові, Бєлєвські, Бологлазові, Бєлєєвський Білосільські, Безчестьєві, Борадатові, Борятинські, Бриті, Брюхаті, Буйносові, Вадбольські, Вєкошкіни, Великогагіни, Волконські, Воротинські, Всеволодські, В'яземські, Гагаріни, Гагіни, Гвоздьови, Глухівські, Голеніни, Голібесівські, Голубі, Голигіни, Горенські, Горчакови, Гундурови, Дашкови, Долгорукі, Дулови, Дєєви, Єлецькі, Жижемські, Жирові-Засєкіни, Завальські, Заозерські, Засєкіни, Звенигородські, Звенцови, Золоті, Зубаті, Зьялови, Іспатські, Карачевські, Каргомолські, Касаткіни-Ростовські, Катирєви, Кашини, Кемські, Клубови-Масальські, Ковирови, Козельські, Козловські, Кольцови-Масальські, Конинські, Коркодинови, Кривобоорські, Кропоткіни, Кубенські, Курбські, Курлятєви, Ласкіни, Львови, Литвинови-Масальські, Лобанови-Ростовські, Луговські, Ликови, Льяловські, Мезецькі, Моложські, Морткіни, Мосальські, Нагі, Небагаті, Нєучкіни, Новосильські, Ноготкови, Ніздрьовуваті, Оболенські, Овчиніни, Одоєвські, Осиповські, Охлєбеніни, Палицькі, Пененські, Пенькови, Перемишльські, Пожарські, Польові, Порховські, Потулови, Приїмкови-Ростовські, Пронські, Пужбольські, Романовичі, Ромодановські, Рєпніни, Ряполовські, Срібні, Сісєєви, Сіцькі, Солнцеви, Солнцеви-Засєкіни, Сп'ячі, Стародубські, Стригіни, Суворські, Сіцькі, Татєви, Телепні, Темкіни, Темносініє, Томкіни, Токмакови, Троєкурови, Тростенські, Тулуб'єви, Тулупови, Тюреніни, Тюфякіни, Ухтомські, Ушаті, Хворостиніни, Хілкови, Хотетовські, Хохолкови, Чорні, Шаміни, Шаховські, Шелешпанські, Шестови, Шестунови, Шехонські, Шуморські, Щепіни-Ростовські, Щербатове, Щетиніни, Юхотські, Янови, Ярославови).
- Полоцько-Литовські — 20 (Алєлкові, Більські, Булгакові, Вишневецькі, Глинські, Голіцини, Кобринські, Корбинські, Корецькі, Куракіни, Мстиславські, Пінські, Полоцькі, Салкушківські, Слуцькі, Трубецькі, Хованські, Чортенські, Шуйські, Щенятєві).
- Татарські — 7 (Байтерикови, Кутумови, Мещерські, Урусови, Шейдякови, Шихматови, Юсупови).
- Грузинські — 2 (Давидові, Хохоничеві).
- Сибірські — 1 (Сибірські).
- Польща — 1 (Друцькі).
- Черкаські — 1 (Єгупови-Черкаські).
- Рим — 1 (Нерицькі).
- Дворянські роди, що походять від князів — 18 (Бакеєви-Карпови, Долматови-Карпови, Всеволодські, Єропкіни, Заболоцькі, Замятніни, Злобіни, Монастирьови, Мусорські, Овцини, Польов, Пирьовы, Ржевські, Сатіни, Судакови, Татіщеви, Толбузіни, Травіни).

#### Дворянські роди
- Татарські — 120 Виїзд із: Золотої Орди, Великої Орди, Касуйської Орди, Синьої Орди, Наручатської Орди, Орди, Татарії: (Агдавлетови, Анічкови, Арсеньєви, Баскакови, Бахметєви, Белеутови, Бібікови, Біркіни, Блохіни, Болтіни, Бузовльови, Векент'єви, Вельямінови, Вельямінови-Зернови, Вердеревські, Віслоухови, Гайтурови, Глєбови, Годунови, Готовцови, Давидови, Дашкови, Державіни, Добринські, Долгово-Сабурови, Дуванови, Дунілови, Дунілови, Дурнови, Єлізарови, Єлізарови (які раніше писалися Гусєви), Єлчини, Жданови, Жемайлови, Загостіни, Загрязькі, Зайцови-Бірдюкіни, Зернови, Злобіни, Ісупови, Каминіни, Карандєєви, Караулови, Клементьєви, Клушини, Кокошкіни, Колтовські, Кончеєви, Короб'їни, Кошкарови, Кременецькі, Крюкови, Лаптєви, Леонтьєви, Лопухіни, Лупандіни, Любавські, Масалови, Матюшкіни, Мерліни, Молв'янінови, Нарбекови, Обез'янінови, Обинякови, Об'єдови, Огарьови, Окінфови, Опраксини, Орінкіни, Остаф'єви, Павлови, Петрови-Соколови, Пешкови, Пільємови, Племянникови, Поджегіни, Подільські, Поліванови, Пороваті, Прокудіни, Раділови, Ратаєви, Ростопчині, Ртищеви, Сабурови, Сверчкови, Свищови, Селіванови, Селіверстови, Сімські, Совіни, Сомови, Сорокоумови, Ситіни, Тализіни, Тарбєєви, Тев'яшеви, Теряєви, Тімірязєви, Теглєєви, Тургенєви із Золотої Орди, Тургенєви з Орди, Уварови, Фустови, Хабарови, Хитрі, Ховріни, Ходирєви, Хом'якови, Хом'якови-Язикови, Хоникови, Хотяїнцови, Чевкіни, Черемисови, Чирикови, Юр'єви, Юшкови, Язикови, Яковцеви, Якушини).
- Німецькі, Цесарські, Пруські — 120 (Арцибашеви, Атяєви, Борисови, Батуєви, Бауш, Башмакови, Бєдови, Беззубцеви, Безобразови, Беклемішеви, Бешенцеви, Боборикіни, Бобрищеви-Пушкіни, Брюхатови, Брюхаті, Булгакови, Бутурліни, Вараксіни, Васильчикові, Водови, Воєйкови, Воробіни, Воронцови, Гінєлльови, Голенищеви-Кутузови, Горбатови, Григорови, Гроси, Данилови, Дурні, Єверлакови, Жеребцови, Замицькі, Застолбські, Змійови, Зубаті, Зибіни, Івачєви, Іслєньєви, Кам'янські, Княжнинини, Кобиліни, Кокорєви, Колізи, Кологривови, Количеви, Колычевы, Коновніцини, Коротньови, Кузьміни-Короваєви, Курцови, Кутузови, Лебедєви, Левашови, Левшини, Лобанови, Лодигіни, Лошакови, Ляцькі, Мілюкови, Молчанови, Морозови, Мусини-Пушкіни, М'ятльови, Немятлєтови, Неплюєви, Нехорошеви, Норови, Образцови, Оксакови, Орлови, Осланови, Павлови, Поросукови, Протопопови, Пупкови, Пушкіни, Пижови, Ренови, Рожнови, Романови, Рихтори, Ріхторови, Рєп'єви, Севастьянови, Сакміни, Салтикови, Свечіни, Сергєєви, Сиротини, Слизньови, Сокмишеви, Соковніни, Старогомілюкови, Супонєви, Товаркови, Толочанови, Товсті, Трусові, Турови, Тухачевські, Тухачевські, Тисяцькі, Тюменєви, Федцови, Фефілатьєви, Фунікови, Хвостови, Хідиршикови, Хлудєньови, Хлизньови, Хромови, Чеглови, Челядіни, Чулкови, Шафрови, Шеїни, Шереметьєви, Шиловські, Шушеріни, Щепотьєви, Щука-Кутузови, Яхонтови).
- Польща — 111 (Аладьїни, Баклановські, Барчиковські, Башковські, Бєльські, Блізнакови, Борисови-Бороздіни, Бороздіни, Буніни, Веригіни, Внукови, Водорацькі, Возніцини, Волкови, Волоцькі, Воронови, Воропонови, Воропонови, Гагіни, Гінєлльови, Головкіни, Грибоєдови, Грушецькі, Дєденкови, Дем'янови, Дмитрієви, Дубенські, Дурасови, Єлчанінови, Жеденови-Асанови, Желябузькі, Житови, Жураківські, Заборовські, Запойські, Зборські, Ізвольські, Карбишеви, Карпови, Карчевські, Кашинцови, Кікіни, Кішкіни, Клокачови, Кобильські, Колединські, Коробкіни, Корякіни, Кошелєви, Краєвські, Крекшини, Кучині, Лаговщіни, Лачинови, Лермонтови, Литвинови, Лихачови, Луніни, Любученінови, Мамонови, Мамонови, Мамонови-Дмитрові, Малюта-Скуратови, Машуткіни, Мельгунови, Мечненинови, Милославські, Михайлівські, Міхневи, Маяковські, Мельницькі, М'ясні, М'ясоїдови, Неладинські-Мелецькі, Нелідови, Нємцови, Ознобишини, Пансирьови, Пашкови, Пестрикови, Писарєви, Писарєви-Іванчини, Писарєви-Скорникови, Плюскови, Полонські, Поскочини, Похвисневи, Прерацькі, Прончищеви, Пусторослеви, Рохманінови, Рєзанови, Сазонови, Скаржинські, Скуратови, Стрекалови, Таратухіни, Тінкови, Тушини, Усови, Фарисеєви, Хрущови, Чайковські, Чапліни, Челеєви, Чемоданови, Чуфаровські, Шилови, Шишкіни, Шишкови, Яблонські, Якушкіни, Яновські).
- Литва — 70 (Архарови, Арцибашеви, Бабкіни, Баклановські, Ближевські, Бобиніни, Болотникови, Борисови, Борщови, Борикови, Бунакови, Бухволови, Владичкіни, Демські, Дробишеви, Дудіни, Дятлови, Єфим'єви, Жихови, Замятніни, Зінов'єви, Злобіни, Івашкіни, Ізмайлови, Індегорови, Ісупови, Карсакови, Квашніни, Кіндиреви, Клішкови, Козлови, Колдичевські, Кондиреви, Коробови, Лаврецькі, Лазиреви, Львови, Ловчикові, Лизлови, Малошеви, Маслови, Матови, Мякініни, Невежини, Обаріни, Окоємови, Павлови, Паліцини, Панови, Полтєви, Політініни, Напівкарпови, Протас'єви, Раєвські, Разладіни, Рамейкови, Рословльови, Римські-Корсакови, Самаріни, Свиньїни, Свіязеви, Сидорови, Сп'ячі, Станищеви, Суміни, Сунбулови, Телепневи, Тютрюмови, Філіпові, Фоміни, Чаадаєви, Чулкови, Шиті, Яковцови).

- Швеція — 21 (Богданови, Бухаріни, Глєбови, Євські, Дюткіни, Зайцови, Захар'їни, Зазевітови, Клементьєви, Кобякови, Лодиженські, Наумови, Нестерови, Новісільцеви, Остаф'єви, Суворові, Суморокови, Хрульови, Чепчугови, Шепелєви, Яковлєви).
- Чернігів — 17 (Басманови, Бобініни, Булгакови, Денисьєви, Жеребцови, Зузіни, Ігнатьєви, Колоткіни, Москотиньєви, Невдачі, Нечаєви, Охотіни, Очіни, Плещеєви, П'ятови, Садикови, Шетньови).
- Італія, Рим, Венеція — 12 (Бездніни, Єлагіни, Засецькі, Кашкіни, Нащокіни, Олфер'єви, Ордіни-Нащокіни, Потьомкіни, Сійянови, Тишкевичі, які спочатку виїхали до Польщі, потім до Росії, Брудні, Ошаніни).
- Греція — 9 (Волокітіни, Грецови, Дохтурови, Манамахови, Назімови, Сербіни, Стремоухови, Терпігореви, Траханіотови).
- Крим — 7 (Баранчеєви, Княтови, Мансурови, Мерліни, Наришкіни, Сафонови, Ситіни).
- Новгород — 6 (Андрєєви, Дурови, Ієвлеви, Кузьміни, Неєлови, Погожеви).
- Смоленськ — 5 (Аладьїни, Лутошини, Монастирьови, Судакови, Циплетєви).
- З Варяг — 5 (Аксакови, Вельямінови, Воронцови, Воронцови-Вельямінови, Нармацькі).
- Данія — 5 (Безумови, Нагі, Свідлови, Сназіни, Собакіни).
- Волинська земля — 3 (Волинські, Вороні-Волинські, Мауринови).
- Курляндія, Ліфляндія (у складі Польщі) — 4 (Фамендіни, Фонфізіни, Шихерєви, Шухертови).
- Франція — 3 (Доремонтови, Дівови, Ніколєви).
- Кафа — 3 (Кафтиреви, Головіни, Третьякови).
- Волохія — 2 (Офросимови, Рахманінови).
- Персія — 2 (Даудови, Перські).
- Туреччина — 2 (Бієви, Карапіперови).
- Грузія — 1 (Меретинські)
- Македонія — 1 (Філософови).
- Сербія — 2 (Скуратови, Лазарєви-Станіщеви).
- Англія — 1 (Бестужеви-Рюміни).
- Горська земля — 1 (Алабекови).
- Фрісландія — 1 (Венюсови).
- Морея — 1 (Грекови).
- Київ — 1 (Блудови).
- Кашира — 1 (Ієвські).
- Суздаль — 1 (Вишеславцови).
- Срацин — 1 (Ізмайлови).
- Угорщина — 1 (Батурини)
- Роди, які не показали свої виїзди: — 93 (Аблови, Алимови, Арсенови, Балакірєви, Бартєньови, Белелюбські, Бахтєєви, Болотови, Боучарови, Буковські, Верьовкіни, Вєсєлкіни, Вінкови, Власьєви, Волохови, Ворипаєви, Голенкіни, Голоси, Горіни, Дементьєви, Доможирови, Жолобови, Зикови, Каблукови, Казначеєви, Карачеви, Карпови, Кобякови, Кознакови, Колупаєви, Колупаєва, Колупаєві, Каблукова, Казначееви, Карачеви, Карпови, Каблукови, Казначеєви, Карамишеви, Карачеви, Карпови, Кобякови, Кознакови, Колупаєви, Комсини, Коптєєви, Кровкови, Курдюмови-Новікови, Ларіонови, Львови, Лобкови, Лопатіни, Лукіни, Лутовінови, Луковіни, Лутовинови, Ликови, Ляпунови, Максимови, Матвєєви, Меркулови, Михайлови, Міхіни, Мотякіни, Муратови, Насонови, Новікови, Патрекеєви, Пестови, Повалишини, Проєстєви, Прокоф'єви, Прончищеви, Протасови, Пушечникови, Ратови, Рокотови, Рудіни, Сафроновські, Селезньові, Соймови, Спасітьєлєви, Спешньови, Сулменєви, Сухотіни, Сушкови, Теприцькі, Титови, Тороканови, Трестіни, Тутолміни, Тирнови, Тютчеви, Українцеви, Фоміни, Фунікови, Хвощинські, Хрипкови, Чаплигіни, Чеботаєви, Чебишёви, Челищеви, Челюскіни, Черевини, Чересови, Чернишови, Чиркови, Ярославови.

Книга ще до виходу викликала великий інтерес у суспільства і була відкрита підписка на видання, тому останні два не пронумеровані листи включають список осіб, що підписалися на видання, з іменним титулом, згруповані по містах (С-Петербург, Москва, Перм, Новгород, Арзамас, Пенза, Астрахань, Твер, Симбірськ). Серед осіб, що підписалися: князі П. Трубецький, П. Волконський, Н. Маматказін; граф О. Воронцов ; О. Мусін-Пушкін, А. Князєв, А. Демидов, С. Бобров, а всього 49 прізвищ, які згодом виступили і головними рецензентами книги.

## Актуальність
Вивчення джерельної основи робіт російських істориків XVIII століття є актуальним завданням історичної науки. Особливе місце серед цих робіт належить працям з генеалогії та історії дворянства, так як саме в них російськими істориками були вперше широко використані такі види джерел, як розрядні і боярські книги, боярські списки, десятні, та інші містять масові відомості з російської історії XVI—XVII століть. Серед істориків XVIII століття, котрі займалися вивченням генеалогії, важливе місце належить працям Р. Міллеру, зокрема і Вістям про дворян російських, якими користувалися і які посилалися: О Лобанов-Ростовський, П. Петров, У. Руммель та В. Голубцов, Г. Власьєв, М. Яблочков та Л. Савелов. Зібрані та опрацьовані історичні відомості, поряд наведених у Вістях про дворян російських, також увійшли до Оксамитову книгу, Стародавню російську вівліофіку. Позитивна рецензія на працю написана в 1887 А. Барсуковим: «Огляд джерел та літератури Російського родоводу». Пізніше А. Барсуков писав про документи, що використовуються при написанні книги і знав їх у копіях Румянцевського музею: «неможливо обійти історику російських дворянських родів, виписки з таких документів, які назавжди загинули в тяжкий дванадцятий рік». Свою актуальність не втратив історико-генеалогічний працю й у світі: Д. Івінський у виданому їм праці рекомендує Вісті дворян російських, як генеалогічну працю оглядового характеру. Сучасні вчені-історики А. Антонов, А. Юшков та М. Бичкова, А. Кам'янський та деякі інші працюючі в галузі генеалогії, посилаються на даний історико-генеалогічний науковий працю, що доводить його актуальність у сучасній науці.